# Секс по списку
Секс по списку (енгл. The To Do List) америчка је романтична комедија из 2013. године у режији и по сценарију Меги Кери. Главну улогу тумачи Обри Плаза. Прати матуранткињу која осећа да треба да има више сексуалних искустава пре него крене на колеџ.
Приказан је 26. јула 2013. године у Сједињеним Америчким Државама.

## Радња
Бренди Кларк је управо завршила средњу школу у којој је била изврсна у свим предметима, осим у сексуалном образовању из стварног живота. Осећајући притисак да постане сексуално искуснија пре него што оде на колеџ, Бренди прави списак ствари које треба да уради.

## Улоге
| Глумац              | Улога         |
| ------------------- | ------------- |
| Обри Плаза          | Бренди Кларк  |
| Џони Симонс         | Камерон Мичел |
| Бил Хејдер          | Вили Маклин   |
| Скот Портер         | Расти Вотерс  |
| Алија Шокат         | Фиона Форстер |
| Сара Стил           | Венди Самерс  |
| Рејчел Билсон       | Амбер Кларк   |
| Кристофер Минц Плас | Дафи          |
| Енди Семберг        | краљ комбија  |
| Кони Бритон         | Џин Кларк     |
| Кларк Грег          | Џорџ Кларк    |
| Доналд Главер       | Дерик Мерфи   |
| Адам Поли           | Чип           |
| Нолан Гулд          | Макс          |
| Брајс Клајд Џенкинс | Бенџи         |